# Plaza Fragela

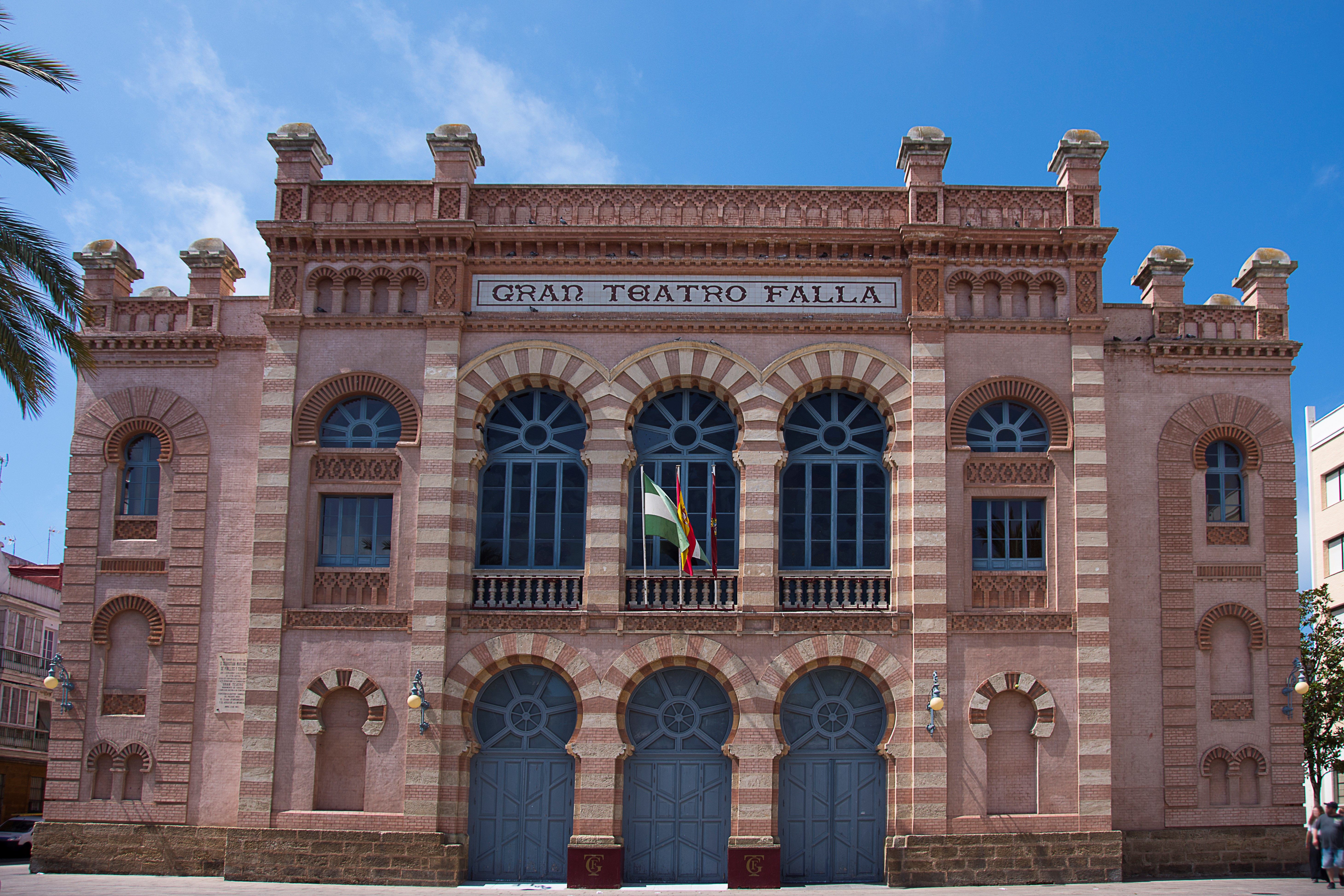
Teatro Falla

La plaza Fragela, se encuentra en el barrio del Mentidero de Cádiz, Andalucía, España. En ella se encuentran el Gran Teatro Falla, la Casa de las Viudas, la Real Academia de Medicina y Cirugía de Cádiz y la Facultad de Medicina de la Universidad de Cádiz.

## Características
Se trata de una plaza rectangular, en la que se levantan las fachadas de los ya mencionados Gran Teatro Falla, la Casa de las Viudas, la Real Academia de Medicina y Cirugía de Cádiz y la Facultad de Medicina de la Universidad de Cádiz. Además, en el centro de la misma se encuentra una fuente con una escultura del oftalmólogo, otorrinolarongólogo y alcalde de Cádiz Cayetano del Toro.

## Historia
La plaza tal como hoy la conocemos es fruto de la construcción del Gran Teatro Falla a partir de 1884, puesto que antes estaba unida a la plaza de Alfonso XII, actual plaza de Falla. Es en esta fecha cuando se ajardina y se colocan los bancos de hierro fundido, convirtiéndola en un paseo. 
Durante un breve periodo de tiempo se la conoció como plaza de Sevilla. El nombre actual proviene de Juan Clat, apodado Fragela, un comerciante de Damasco afincado en Cádiz, que fue el constructor de la Casa de las Viudas sita en la plaza.